# Bonn-Zentrum

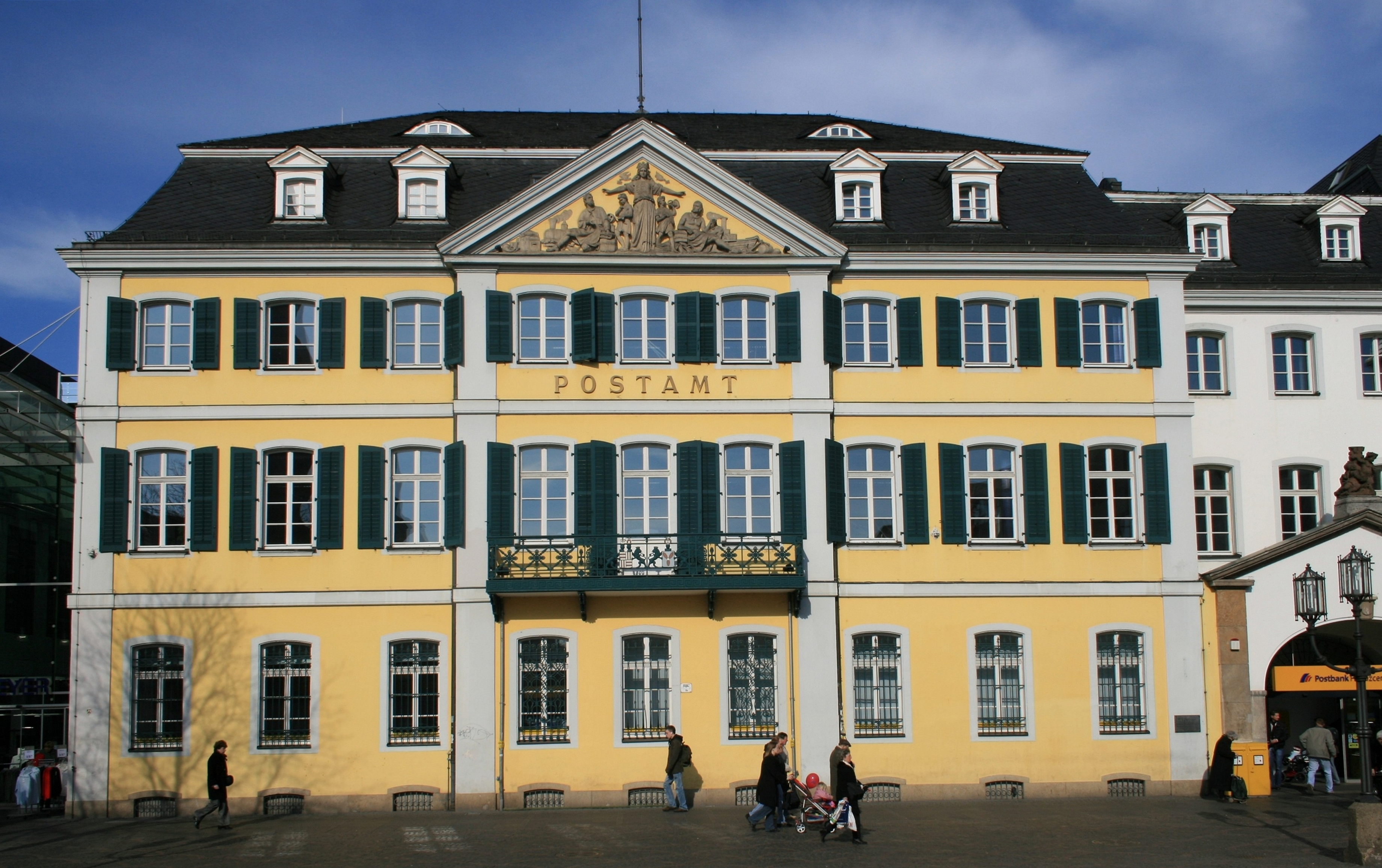
L'ancien Bureau de Poste

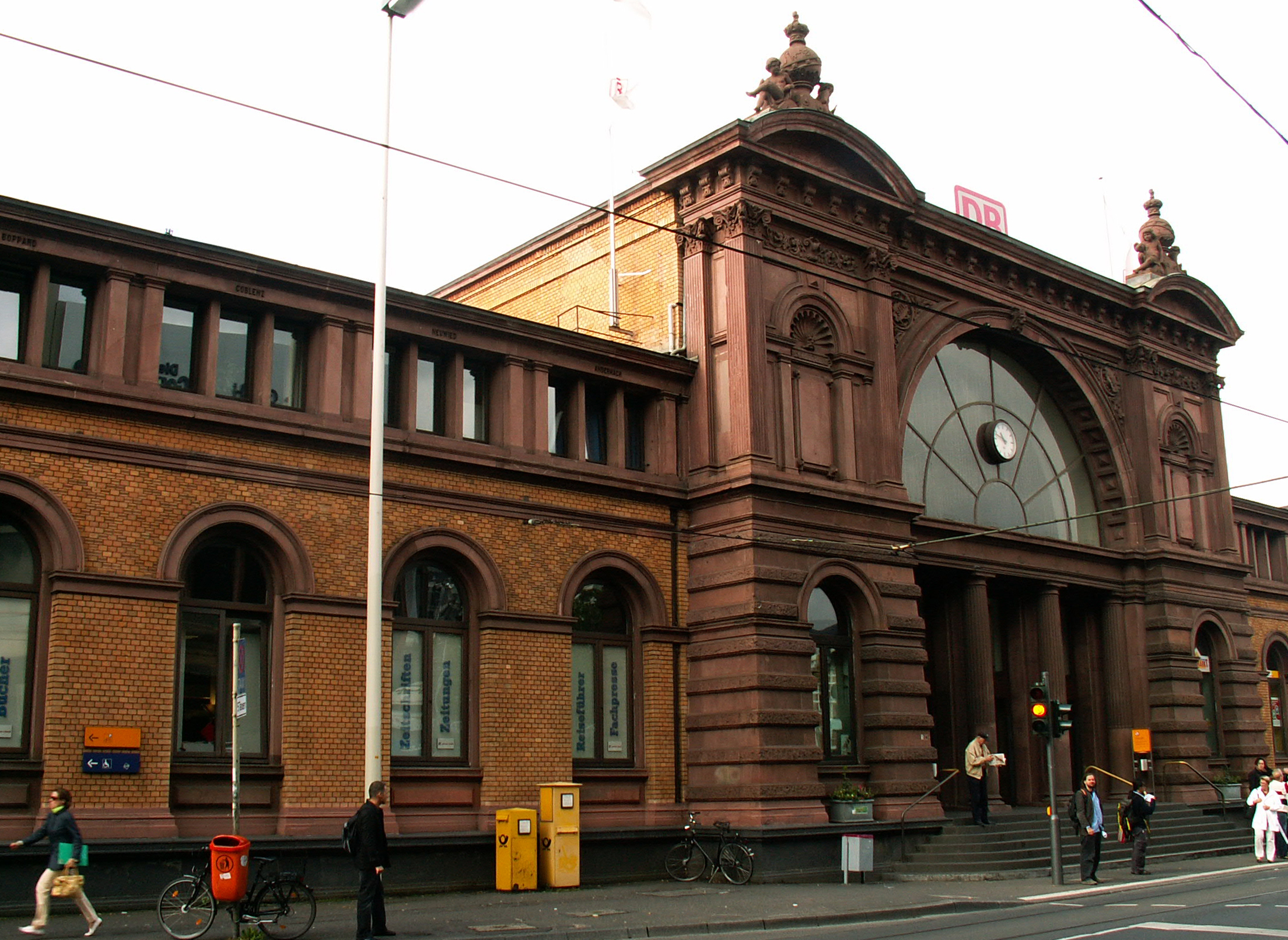
L'entrée de la gare centrale

Le Bonn-Zentrum est un quartier de la ville de Bonn, qui fait partie du district de Bonn (de). Situé sur le Rhin, il abrite de nombreuses attractions touristiques et est le centre social, culturel et commercial de la ville.

## Géographie
Le centre de Bonn est délimité à l'est par le Rhin ; le pont Kennedy permet de rejoindre le quartier de Beuel-Mitte (de). Au nord, la rue Wachsbleiche la sépare du quartier de Castell, au nord-ouest, la mairie de Nordstadt, et au sud avec des voies ferrées et la Quantiusstraße de Weststadt (de) et Südstadt.
La majeure partie du quartier forme le centre-ville actuel, la zone piétonne aménagée en 1967. Son axe central s'étend de la Bertha-von-Suttner-Platz au nord à la place du marché (de), de la Remigiusplatz (marché aux fleurs) et la Münsterplatz jusqu'à la place de la Gare (de). À l'ouest, se trouvent la Friedensplatz, la Bottlerplatz et la Mülheimer Platz, à l'est la Kaiserplatz (de). Les Friedens- et Marktplatz sont reliées à la Sternstraße.
Autour de la zone piétonne, le City-Ring est à sens unique. Bonn-Zentrum comprend également la zone autour de la Stiftsplatz au nord, le Rheinviertel (de) et un triangle constitué principalement d'immeubles de bureaux plus grands entre l'ancien cimetière et la voie ferrée.

## Histoire
Pendant les Francs et enfin aux IXe siècle et Xe siècle, un centre spirituel, la Villa Basilika, se développe autour de l'église et la place du marché. L'électorat de Cologne puis le Gründerzeit provoquent de plus fortes poussées de croissance. La Seconde Guerre mondiale fait des dommages considérables et la destruction de la rive du Rhin. Le quartier est reconstruit après la guerre, sans tenir compte de la vieille ville. La partie du centre autour de marché et de Münster est épargnée par la destruction totale, de sorte que les quelques lacunes de l'après-guerre sont comblées par des bâtiments modernes, qui ressemblent toutefois beaucoup aux anciens bâtiments. En conséquence, le paysage urbain de forme historique est préservé dans cette partie du centre.

## Monuments
À l'extrémité sud du centre-ville se trouve le château des Princes-Électeurs, qui est maintenant le siège de l'université rhénane Frédéric-Guillaume de Bonn. Avec ses quatre tours d'angle, il est l'un des bâtiments les plus remarquables du paysage urbain et sa longue extension détermine le tracé des rues. Le château comprend le jardin de Cour (de) et l'Akademisches Kunstmuseum.
Le bâtiment le plus haut est la cathédrale Saint-Martin haut de 81,4 m sur la Münsterplatz. Les autres lieux de culte sont l'église Saint-Rémi (de) dans la Brüdergasse, la collégiale (de), l'église Sainte-Croix (de) sur la Kaiserplatz, la chapelle du château et l'église du Saint-Nom-de-Jésus (de) dans la Bonngasse. Les Collège Albertinum (de) et Collège Leoninum (de) sont des édifices remarquables. Sur le bord de Nordstadt se trouve l'ancien cimetière (de) avec de nombreuses tombes d'importance historique.
Parmi les autres monuments, on trouve l'ancien hôtel de ville (de) sur la place du marché, la Poste centrale (de) sur Münsterplatz, l'autre ancien hôtel de ville (de) et de nombreux bâtiments du Gründerzeit. Le nouveau hôtel de ville de Bonn (de) est un bâtiment contemporain. La gare centrale de Bonn date de 1883. Des restes de l'enceinte de Bonn (de) se trouvent dans la Sterntor (située dans la Vivatsgasse) et dans l'ancienne douane (de) sur les rives du Rhin.

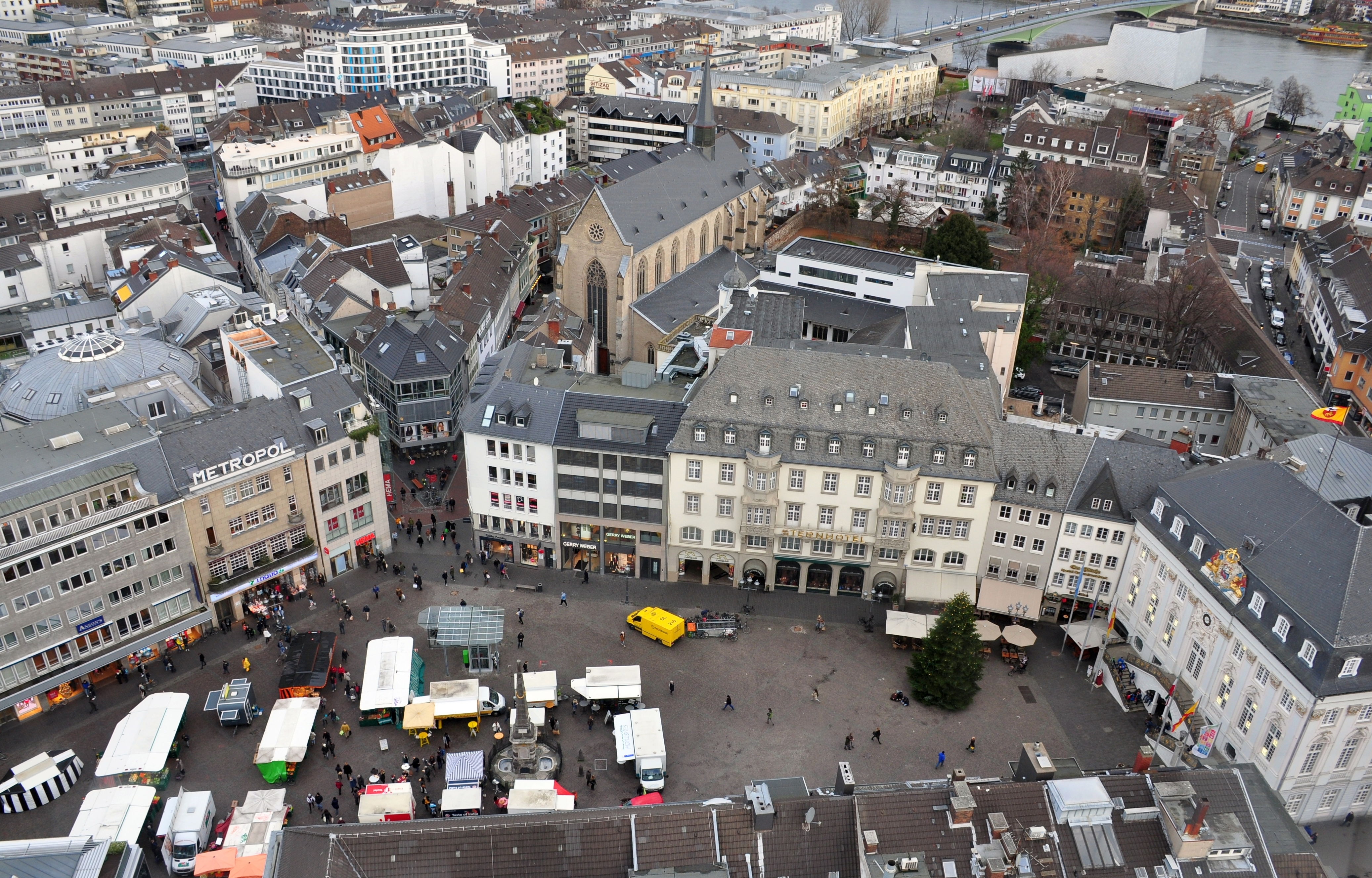
La place du marché, partie est
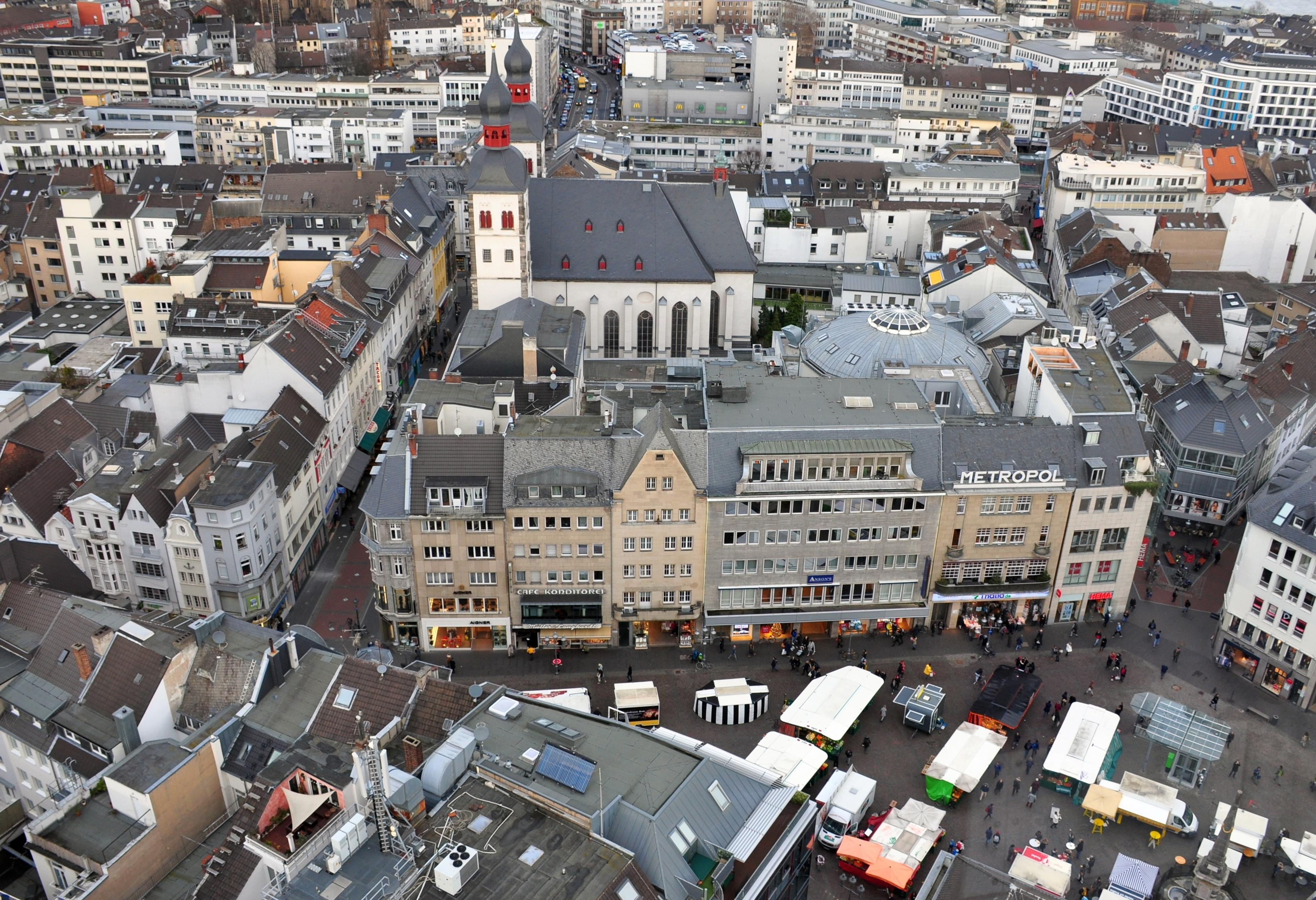
La place du marché, partie ouest
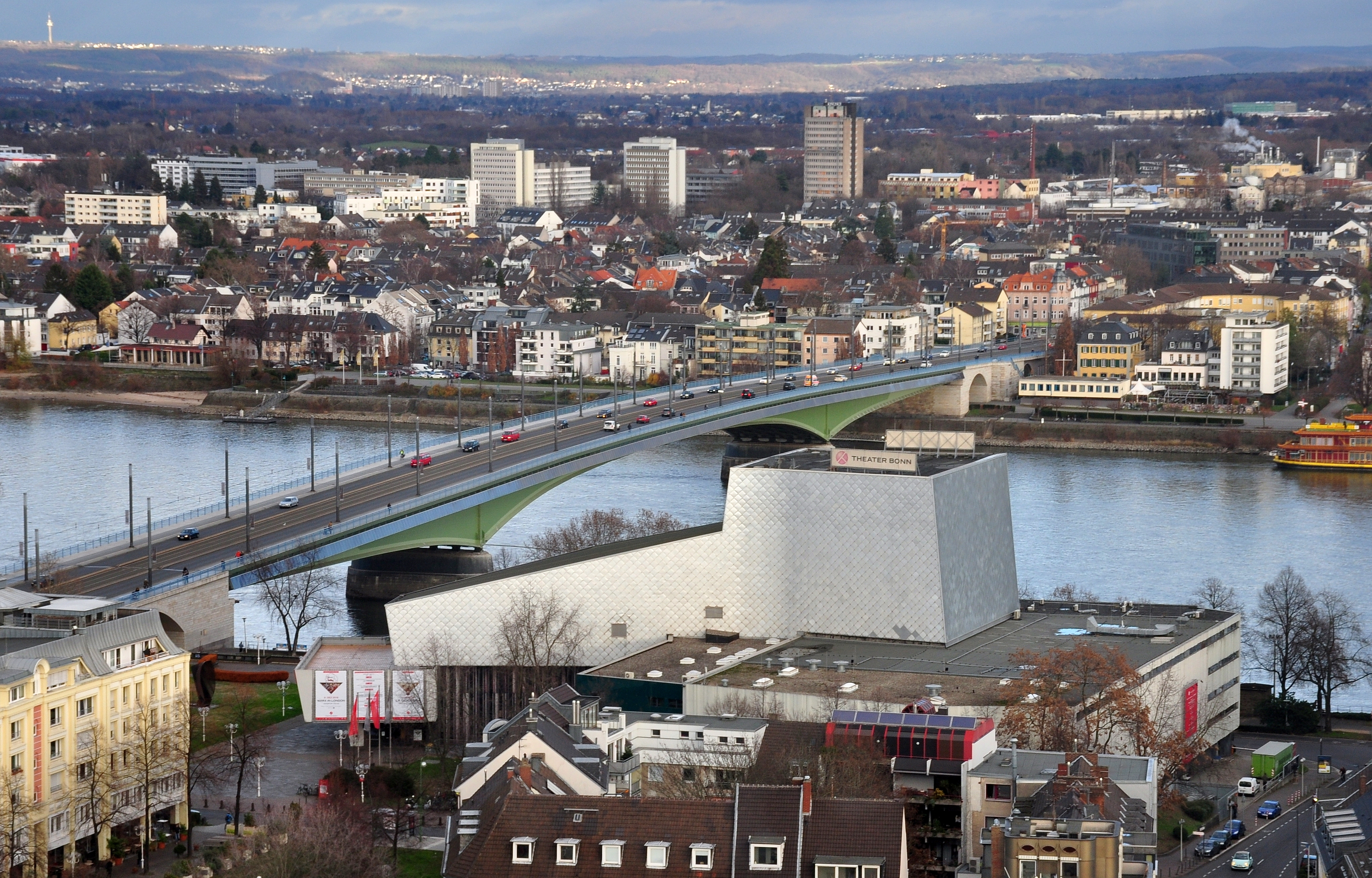
L'opéra, le Rhin et le pont Kennedy
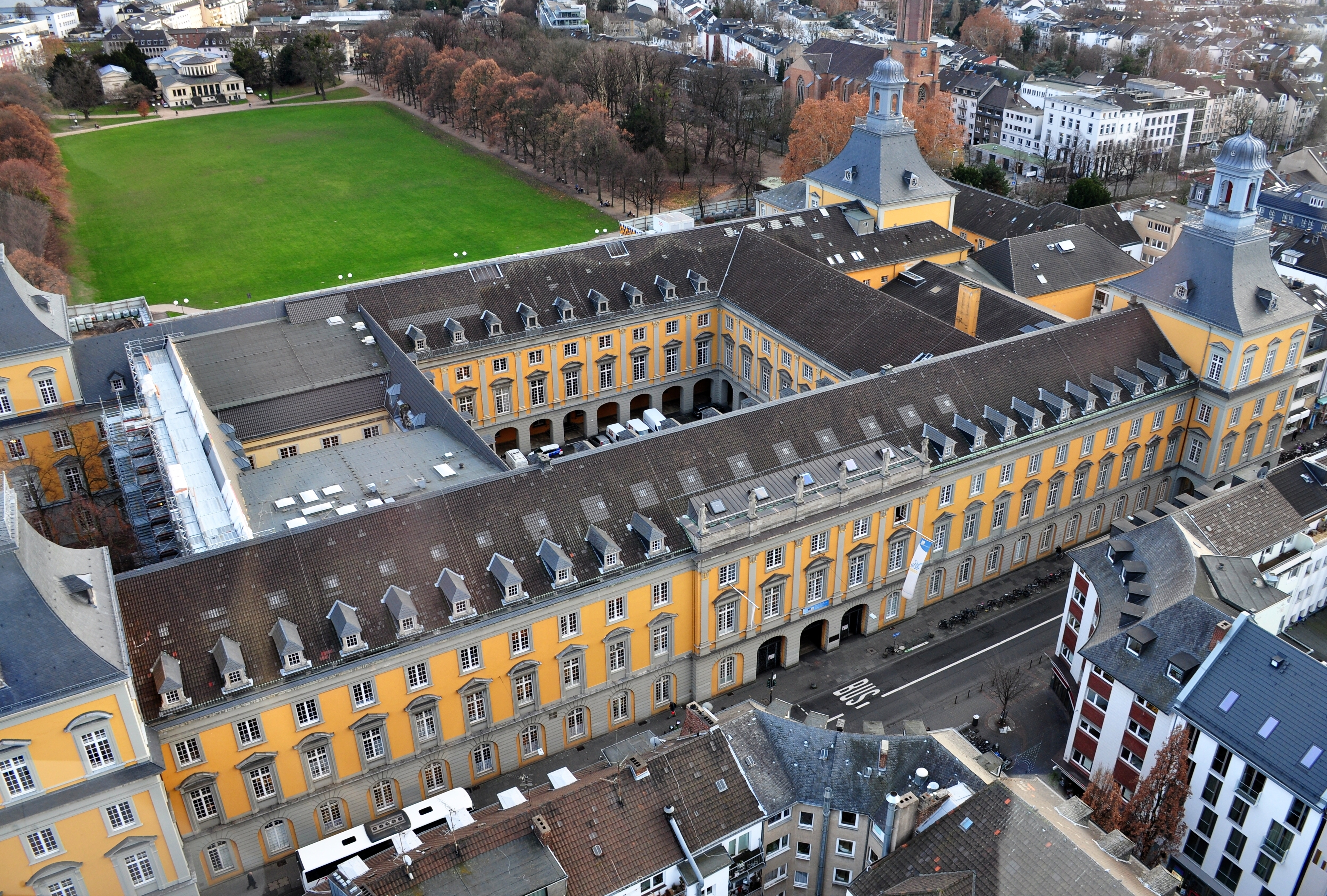
L'université, partie du bâtiment principal avec le Hofgarten et l'Akademisches Kunstmuseum (en haut)

## Culture
Au sud du pont Kennedy se trouve l'opéra de Bonn (de), au nord la salle Beethoven. Son lieu de naissance, la Beethoven-Haus à Bonngasse, et une statue (de) sur la Münsterplatz rappellent également le grand compositeur.

## Source, notes et références
- (de) Cet article est partiellement ou en totalité issu de l’article de Wikipédia en allemand intitulé « Bonn-Zentrum » (voir la liste des auteurs).